# Kursivschrift

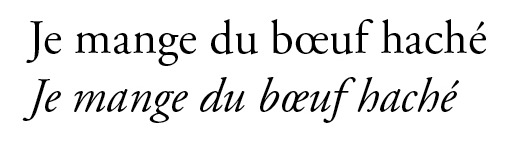
Beispiel der Schriftart Garamond in normal (oben) und kursiv (unten). Deutlich erkennbar ist, dass die kursiven Glyphen nicht nur schräggestellt sind, sondern auch andere Formen haben.

Kursivschrift (Kursivdruck) bzw. kursiv gesetzter Text (von mittellateinisch lateinisch cursivus ‚fließend, geläufig‘, gebildet zu lateinisch cursare ‚immer weiterlaufen‘, dieses wurde wiederum gebildet zu lateinisch currere ‚eilen, laufen‘) ist in der Typografie eine Schriftauszeichnung für Satzschriften, bei der die Schriftzeichen in Schreibrichtung schräg geneigt sind. Sie dient vor allem zur Hervorhebung von Textstellen und ‑passagen. Der englische Begriff ist italics bzw. italic (Adjektiv), letzterer wird häufig bei Software verwendet.
Für diese Art der Schriftauszeichnung wird in aller Regel ein eigens dafür vorgesehener Schriftschnitt verwendet. In einer Schriftfamilie ist der kursive Schnitt auf den normalen Schnitt abgestimmt, so dass auch bei Schriftmischung, also der gemischten Verwendung beider Schnitte in einem Text, ein harmonisches Schriftbild entsteht.

## Eigenschaften und Verbreitung
Während bei der normalen, senkrecht (recte) zur Zeile stehenden Antiqua die Glyphen senkrecht stehen, wirken sie in einer kursiven Satzschrift laufend, rennend – sie sind schräg, nach rechts geneigt und bilden ggf. Ligaturen. Sie können sich auch in ihrer Form von den entsprechenden nichtkursiven Glyphen unterscheiden. Beispiele dafür sind die „einstöckige“ Form ɑ des Kleinbuchstaben a, die Unterlänge beim Kleinbuchstaben f oder das kleine g (siehe Abschnitt Kursiviert).
Kursivschrift gibt es nicht nur im lateinischen Alphabet. Auch bei kyrillischer Schrift wird zwischen kursiven und aufrechten Formen unterschieden. Für gebrochene Schriften sind kursive, ebenso wie fette, Schriftschnitte traditionell unüblich. Im Fraktursatz dominiert deshalb der Sperrsatz zur Auszeichnung.

## Die Begriffe kursiv und Kursive

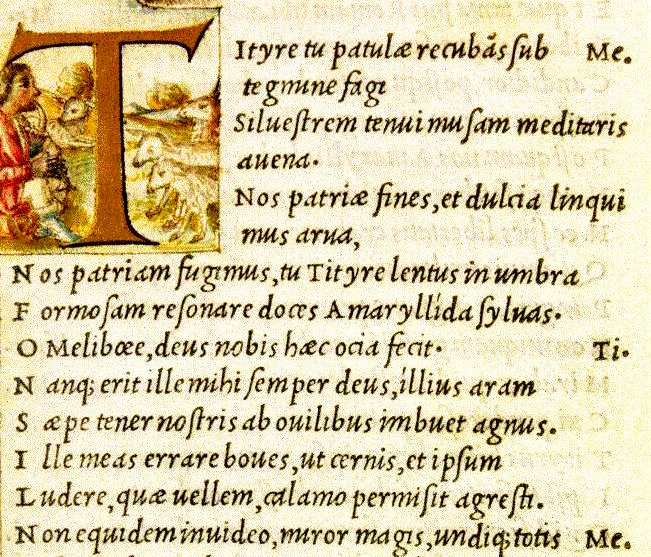
Die erste von Aldus Manutius gedruckte Kursivschrift, 1501. Die Großbuchstaben am Anfang der Zeilen sind hier noch recte.

Der Begriff kursiv geht auf den der Kursive zurück. Die beiden Begriffe sind aber keinesfalls deckungsgleich. „Kursive“ bezeichnet Schreibschrift (auch Kurrent- oder Laufschrift genannt), d. h. Schriften, die sich für schnelles Schreiben mit der Hand eignen. Sie entstanden aus dem Schreiben mit einer Schreibfeder und ähnlichem Schreibgerät sowie dem Anspruch hoher Schreibgeschwindigkeit. Sie haben in der Regel verbundene Buchstaben und sind auch häufig, aber nicht zwingend, geneigt. Das Adjektiv kursiv und das Substantiv Kursivschrift beziehen sich dagegen meistens auf Satzschriften. Das charakteristische gemeinsame Merkmal der kursiven Schnitte ist die Neigung der Schriftzeichen, die ansonsten im Regelfall unverbunden wie die Zeichen im normalen Schriftschnitt sind.
Der englische Begriff cursive bedeutet „Kursive“ (Schreibschrift) und nicht „kursiv“. Er wird in Computersystemen (zum Beispiel in HTML oder CSS) unter anderem verwendet, um allgemein darauf zu verweisen, dass eine Schrift aus der Schriftklasse der Schreibschriften zur Darstellung genutzt werden soll, ohne explizit eine bestimmte Schreibschrift zu benennen. Das Betriebssystem bzw. das Anwendungsprogramm nutzt dann eine verfügbare, für diese Schriftklasse voreingestellte Schriftart.
Abseits der Typografie werden manchmal Schriften, etwa ägyptische Hieroglyphen oder chinesische Kalligrafieformen, „kursiv“ genannt, auch wenn dies nur mit dem Konzept einer (handgeschriebenen) Kursive und nichts mit kursiven Satzschriften zu tun hat. Umgekehrt wird in der deutschen Druckersprache manchmal eine kursive Satzschrift eine „Kursive“ genannt, obwohl dieser Begriff eigentlich Handschriften bezeichnet. Dies trägt zur Begriffsverwirrung bei, während im Englischen die beiden Themen mit den Begriffen italic und cursive sprachlich klarer abgegrenzt sind.

## Entstehung
Die humanistische Kursive, eine klare, schlichte und gut lesbare Handschrift aus der Epoche des Humanismus in Italien, wurde sowohl zur Vorlage der ersten kursiven Satzschriften als auch zur Urform der lateinischen Schreibschriften.
Wegen ihrer Herkunft aus Italien werden kursive Schriften im Englischen italics genannt. Basierend auf der Cancellaresca formata, einer Kanzleischrift-Variante der humanistischen Kursive, entwickelte der Stempelschneider Francesco Griffo im Auftrag des Buchdruckers Aldus Manutius um 1501 die erste kursive Drucktype aus Blei. Man findet frühe Verwendungen der gedruckten Kursivschrift etwa in den Aldinen. Das 16. Jahrhundert wird auch das Age of Italics genannt, weil in ihm ganze Bücher in dieser neuen Schrift gesetzt wurden. Dabei wurden jedoch die Anfangsbuchstaben der Verszeilen (Versalien) nicht kursiv gesetzt. Vielmehr kombinierte man aufrechte (recte) Versalien mit kursiven Kleinbuchstaben. Erst später kamen dann auch geneigte Versalien auf.
Sowohl die humanistische Kursive als Handschrift wie auch die kursive Satzschrift breiteten sich von Italien nach Frankreich, England und Deutschland aus. Später löste die Antiqua, die einige Jahrzehnte vor der Kursivschrift ebenfalls in Italien entstand, nach und nach die kursiven Drucktypen als Brotschrift ab. Die kursiven Typen blieben jedoch weiterhin im Einsatz und werden seitdem zur Auszeichnung bestimmter Wörter oder Passagen innerhalb eines sonst in Antiqua gesetzten Textes verwendet.

## Kursive vs. kursivierte Schriften

Oben: Oblique-Schriftart („DejaVu Sans“); unten: Schriftart mit echten Kursiven („Liberation Serif“)

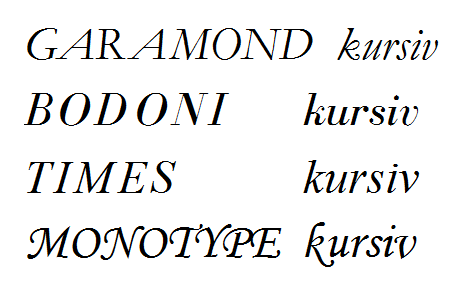
Majuskeln bei bekannten Antiqua-Schriften (schräg und echt kursiv)

In der Typografie werden echte kursive von kursivierten Schriftschnitten unterschieden. Erstere sind eigens entworfene Schnitte, was zumeist besonders an den Kleinbuchstaben „a“, „f“ und „g“ durch die spezielle Zeichenform deutlich erkennbar ist; dies kommt in der Regel auch durch den Namensbestandteil „italic“ oder „kursiv“ zum Ausdruck. Bei letzteren wurden die Zeichen lediglich schräggestellt und nicht eigens entworfen; diese schräggestellten Schnitte werden meist als „oblique“ oder „schräg“ bezeichnet. Dies wird allerdings in Computerschriftarten und Schriften verwendender Software nicht immer konsequent durchgehalten.
Allerdings sind die Antiqua-Großbuchstaben auch im Kursivsatz nur schräg geformt. Echte kursive Großbuchstaben finden sich bei reinen Kursivschriften, die für den Akzidenzdruck (Einladungen, Glückwünsche, Menü-Karten u. a.) eingesetzt werden. Bei serifenlosen Groteskschriften werden die Großbuchstaben nur schräg gestellt.
Wenn Schriften lediglich automatisch durch Buchstabenverformung schräg gestellt werden, bezeichnet man das als Kursivierung, Verschiefung oder umgangssprachlich als Schrägstellen. Auch links-oblique, also gegen die Leserichtung schräggestellte, Schriftschnitte – etwa zur Bezeichnung von Gewässern in Landkarten – können auf diese Weise ohne eigenständigen Entwurf automatisch erzeugt werden.

## Anwendung
Generell zeigt eine kursive Hervorhebung an, dass es sich bei dem mot juste um ein Fremdwort aus einer anderen Sprache handelt oder dass ein Wort innerhalb eines Satzes betont wird. Das Schriftbild verliert dadurch seine potenzielle Ambiguität. Daher wird beim Schreiben eines Textes (z. B. in Romanen) oftmals die Kursivschrift angewandt, auch weil die Kursive anders als halbfett gesetzter Text den Grauwert des Textes nicht beeinflusst und damit nicht hervorsticht.
Beispiele:
1. „Er hätte ja auch die Tür öffnen können.“
Die Betonung des Verbs weist darauf hin, dass die Person die Tür hätte öffnen können, es aber nicht getan hat.
2. „Er hätte ja auch die Tür öffnen können.“
Hier wird dem Leser eine Alternative des Geschehens angeboten. Die Person hat vielleicht ein Fenster geöffnet, hätte aber auch eine Tür öffnen können.

Auf Grund ihrer unterschiedlichen Betonung erlangen beide Sätze völlig andere Bedeutungen.
In der Regel werden in Romanen auch die Gedanken einer Person (innerer Monolog, aber keine indirekte Rede) durch kursive Schriftauszeichnung „sichtbar“ gemacht:
Ich glaube, sie liebt mich, aber wie kann ich sicher sein?
Im Fließtext ist es üblich, Titel von Büchern, Filmen u. ä. kursiv (statt in Anführungszeichen) zu setzen:
Goethes Faust hat eine große Bedeutung für die deutsche Literatur.
Mit Metropolis beschritt Fritz Lang neue Wege der Filmtechnik.
Ebenso werden Schiffsnamen kursiv gesetzt:
Die SMS Bismarck war ein Kriegsschiff der ehemaligen Kaiserlichen Marine.
Ist kursiver Text eingeklammert, werden auch die Klammern kursiv gesetzt; das nachfolgende Satzzeichen kann kursiv oder gerade gesetzt werden.
Dies ist ein korrektes Beispiel (a correct example).
Dies ist ein Beispiel für einen Zeichensetzungsfehler (an example of wrong punctuation).
Dies ist korrekt (so)!
Dies ist ebenfalls korrekt (so)!

### Kursivschrift in Literaturverzeichnissen
In manchen wissenschaftlichen Zitierweisen wird verlangt, dass die Titel von selbstständigen Publikationen (Büchern und Zeitschriften) kursiv ausgezeichnet werden. Die Überschriften von unselbstständigen Veröffentlichungen hingegen werden dann zwischen Anführungsstriche gesetzt. Beispiele:
Weldon, Fay: The Rules of Life (London: Century Hutchinson, 1987).
Jones, Lewis: ‘Airport’ (The President’s Child), New Statesman (24. September 1982): S. 30.
In anderen Zitierweisen wiederum – insbesondere in deutschen juristischen Texten – werden Personennamen (Autoren, gegebenenfalls auch Herausgeber) kursiv gesetzt. Beispiel:
Fischer, Thomas, Strafgesetzbuch mit Nebengesetzen, 67. Auflage, München 2020.

### Kursivschrift im Formelsatz
Im Formelsatz werden Variablen, Konstanten und Funktionen kursiv ausgezeichnet, um sie von Text und Einheitenzeichen unterscheiden zu können; zum Beispiel 
s für Strecke, s für Sekunde,
c für die Lichtgeschwindigkeit, c für centi-
Einige Schriftarten bieten für den Formelsatz und ähnliche Zwecke besondere Varianten von kursiven Glyphen an, z. B. die Computer Modern oder die Cambria Math. Dabei unterscheiden sich etwa {\displaystyle x} und {\displaystyle f} in der Regel von den Kursiven für den Fließtext ( x f ). Außerdem ist der lateinische Buchstabe {\displaystyle a} besser vom griechischen Buchstaben {\displaystyle \alpha } unterscheidbar. Diese Glyphen werden jedoch anders kodiert als die regulären lateinischen Buchstaben, z. B. durch die OML-Codierung (bei TeX) oder über den Unicodeblock Mathematische alphanumerische Symbole, sind also technisch betrachtet andere Zeichen. Vor Unicode wurden mehrere Schriftarten kombiniert bzw. spezielle Schriftschnitte für den Formelsatz verwendet.

### Kursivschrift bei wissenschaftlichen Namen in der Biologie
Internationalem Gebrauch folgend, werden wissenschaftliche Namen ab dem Gattungsrang abwärts kursiv ausgezeichnet. Steht der Name in Klammern, so werden in diesem Fall jedoch die Klammern nicht kursiv ausgezeichnet.
Beispiel:
Die Samenkerne von Taxus baccata sind hochgiftig.
Die Samenkerne der Europäischen Eibe (Taxus baccata) sind hochgiftig.
Beispiele für Rangstufen unterhalb von Spezies (Art):
Homo sapiens idaltu
Escobaria vivipara var. arizonica
In der Virologie werden den Regeln des International Committee on Taxonomy of Viruses (ICTV) folgend alle taxonomischen Ränge in dieser Weise kursiv ausgezeichnet, nicht jedoch einzelne Isolate und Virusnamen selbst sowie Abkürzungen (außer sie sind Teil einer taxonomischen Rangbezeichnung).
Beispiele:
Mimiviridae
Heterosigma akashiwo virus 01 (HaV01)
Escherichia virus T7

## Auszeichnung innerhalb kursiven Textes
Wenn innerhalb einer kursiven Textpassage ein Wort besonders betont werden soll, wird wieder die gerade Grundschrift verwendet:
Wie konnte ich nur so dumm sein!